# Coelichneumon formicariator
Coelichneumon formicariator là một loài tò vò trong họ Ichneumonidae.